# Jatwięgi (rejon mościski)
Jatwięgi (ukr. Ятвяги, Jatwiahy) – wieś na Ukrainie, w obwodzie lwowskim, w rejonie jaworowskim (do 2020 roku w rejonie mościskim). W 2025 roku liczyła 126 mieszkańców.
Wieś szlachecka Kniehynice, własność Stadnickich, położona była w 1589 roku w ziemi przemyskiej województwa ruskiego. W II Rzeczypospolitej miejscowość stanowiła początkowo samodzielną gminę jednostkową. 1 sierpnia 1934 roku w ramach reformy na podstawie ustawy scaleniowej została włączona do zbiorowej gminy wiejskiej Pnikut w powiecie mościskim, w województwie lwowskim. Po wojnie wieś weszła w struktury administracyjne Związku Radzieckiego.